# Albino Lucatello
Albino Lucatello (Venezia, 21 marzo 1927 – Udine, 28 ottobre 1984) è stato un pittore italiano.
(biografia di Giselda Lucatello in Lucatello, catalogo della Mostra edito dall'Opera Bevilacqua La Masa e Comune di Venezia 1986)

## L'ambiente giovanile
Nato in una modesta famiglia veneziana da Andrea e Teresa Brunello, Lucatello visse i primi anni all'ombra della parrocchia dei Frari, sfogliando i libri d'arte conservati nella sagrestia
. Frequentò l'Istituto d'Arte, ai Carmini e insieme praticò uno studio assiduo e del tutto personale del ricco "archivio" che la città gli offriva: i dipinti delle chiese, dei musei, delle collezioni. Studi intensi e disordinati, che si conclusero nel 1949 con un corso alla Scuola Libera del Nudo tenuto presso l'Accademia di Belle Arti di Venezia, quando Virgilio Guidi, che gli resterà poi amico, gli conferì il primo premio per il disegno. Fu questo a segnare il suo ingresso artistico tra le nuove leve e l'Opera Bevilacqua La Masa gli assegnò, per undici anni consecutivi, uno studio all'ultimo piano di Palazzo Carminati, a San Stae.

## Il periodo veneziano
Nell'immediato dopoguerra Venezia fu uno dei centri culturali più attivi in Italia. Quando Lucatello vi si affacciò, il Fronte Nuovo delle Arti stava esaurendo la sua forza propulsiva ma restò acceso il dibattito tra neorealismo e astrattismo (Pizzinato, Vedova), mentre la politica cercava di insinuarsi nel linguaggio artistico. La visione del mondo di Lucatello fu sempre vicina al destino degli ultimi: da qui il suo interesse nei confronti del partito comunista e comunque per quanto derivava dalle teorie marxiste.
Lucatello iniziò a esporre i suoi disegni a carboncino, esplicitamente neorealisti – i Carbonai, le Mondine, le Alluvionate del Polesine, l'Operaio dormiente – soprattutto ai concorsi annuali dell'Opera Bevilacqua La Masa, dove nel 1952 ottenne il I premio. Dalle finestre dello studio dipinse una serie di Tetti di Venezia (olio su faesite). Tre di questi vennero scelti dalla giuria della Biennale di Venezia, che gli conferì il Premio Tursi.
Nel 1956 iniziò la sua collaborazione con la Esther Robles Gallery di Los Angeles, che gli organizzò diverse mostre personali e collettive in California e la partecipazione a una rassegna di pittori europei al Museo d'Arte Contemporanea di Houston, Texas. Il contratto con la galleria californiana si interruppe, dopo
alcuni anni, bruscamente e senza apparente motivo - ma la causa sarebbe probabilmente da ricercarsi, dato l'atteggiamento politico dell'artista, nel maccartismo dell'America di allora. 
In Polesine dipinse i Delta, gli Stagni, le Donne di Comacchio. Si trasferì per alcuni mesi con la famiglia in un'isola della laguna e fu il momento degli Orti a Portosecco e delle prime Terre grumose.

## Il periodo friulano
Nel 1961 cominciò a insegnare all'Istituto d'Arte di Udine e si trasferì con la famiglia a Tarcento.
In quegli anni, attraverso il mondo della scuola (il "Sello", così si chiamava l’istituto d’arte), strinse rapporti di stima e amicizia con numerosi colleghi, tra cui lo scultore Dino Basaldella (il maggiore dei fratelli, rispetto ad Afro e Mirko), il maestro orafo Sergio Mazzola, il fotografo Riccardo Toffoletti (fondatore del Comitato Tina Modotti), il designer Virgilio Forchiassin e l’illustratrice Alessandra D’Este.
L'impatto con il nuovo ambiente gli consentì di affrontare percorsi operativi differenti, essendo la sua pittura indissolubilmente legata alla natura. Riuscì presto a trovare il giusto equilibrio dipingendo il Tagliamento e le sue sponde erbose, poi vennero i Soli, i Momenti di natura, la Dialettica uomo-natura fino all'importante periodo degli Ostacoli. Il terremoto del 1976 che gli demolì lo studio, lo costrinse aD una pausa. Per qualche mese riprese il carboncino e ritrasse le Terremotate a Grado. Riaperto lo studio, riprese il lavoro con una serie di Nature del Friuli e Soli fino all'ultimo motivo affrontato, quello dei Musi, interrotto bruscamente dalla morte.
Nel 1953 aveva sposato Giselda Paulon, diventando il padre di cinque figli.
Nel 1986 il Comune di Venezia dedicò ad Albino Lucatello una grande retrospettiva all'Opera Bevilacqua La Masa. Due anni dopo, anche il Comune di Udine gli dedicò una vasta rassegna nella Galleria d'Arte Moderna. 
Nel 2004 la Regione Friuli Venezia Giulia e il Comune di Tarcento lo ricordarono con una grande mostra realizzata a Villa Moretti di Tarcento, con un'appendice grafica al Museo di Udine. Sue opere sono esposte al Museo d’Arte Moderna Ca’ Pesaro di Venezia, al Contemporary Arts Museum di Houston, al Museo d'Arte Moderna di Zagabria e al Museo di arte moderna e contemporanea di Udine.

## Il pensiero/pittura di Lucatello
Pur avendo aderito con passione e convinzione al Neorealismo, Lucatello si era da subito persuaso che denunciare le ingiustizie del mondo non sarebbe bastato per cambiarlo e che qualsiasi sensibilizzazione al riguardo sarebbe sempre stata tardiva e insufficiente.
Nulla può cambiare – ragionava Lucatello – se prima l'uomo non porta alla luce se stesso e non comincia a investigare il suo rapporto con la natura e il senso del suo stare al mondo. Vedere, saper guardare, ascoltare il filo ‘silenzioso’ del passato, possono aprire innumerevoli strade. Virgilio Guidi già nel 1950 intuisce che «ha l'apparenza naturalistica, la giovane indeterminatezza di fronte al problema della natura, ma, in realtà la sua struttura non è naturalistica […] ha già la facoltà di rimuovere gli elementi del vero visibile, di escludere i superflui, e di sistemare quelli a lui necessari in una luce necessariamente non accidentale. Questi fatti non appartengono più strettamente al naturalismo».Questa capacità – di mostrare quello che non si vede in superficie o che viene nascosto da un approccio didascalico – lo porterà, attraverso una ricerca formale basata su infinite combinazioni di luce, colore e materia, a un realismo del tutto affrancato dalla mera raffigurazione.. Non tutti ne colgono la portata e tendono ad accostarlo a qualche declinazione dell'arte informale. Una lettura, questa, a cui già sul finire degli anni cinquanta, Lucatello contrappone le Teiere, una ventina di quadri in cui, nel delta del fiume, inserisce provocatoriamente un'improbabile teiera senz'altro visibile nella sua rassicurante riconoscibilità. Persistendo in questa direzione, il pensiero/pittura di Lucatello trova la sua maturità tra la fine degli anni sessanta e gli inizi degli anni settanta. La ricerca si fa più profonda e attenta al particolare, al dettaglio, al frammento tanto da portare al punto più alto la libertà della forma da ogni suo significato apparente. Lucatello così ci parla di noi ma di un noi fuori dal tempo della cronaca, del progresso, della scienza e tanto più della tecnica. Parla di noi: che siamo fatti di segni e di impronte, di un vissuto stratiﬁcato che viene da lontano e che anticipa ogni nostro nuovo agire. Questi segni, che sono universali e che sono la nostra storia, li abbiamo dentro ma tendiamo a ignorarli ﬁno a dimenticarli. Sembrano irraggiungibili e invece sono a portata di mano. Vanno cercati proprio in quello che siamo: natura, biologia, corpo, anima, intelligenza, sentimento, inconscio, paura, confronto, amore.
Albino Lucatello, con la sua pittura, tira fuori questi segni e, mostrandoceli, ci fa dialogare con quel ‘prima’ di cui siamo fatti, perché – ci dice – non può esserci relazione se non si comincia dal singolo, dall'individuo. Il “noi” non è una conquista così scontata. Prima, dev'esserci un chiedersi conto; non si tratta di eludere il contesto, tutt'altro. Per fare, c'è bisogno di concentrazione, di ascolto, di quell'aprirsi della mente fatto di gioia, di consapevolezza e di comprensione, ma anche di fatica e di dolore.
Non c'è predestinazione ma solo ripetuti e ineludibili interrogativi che nelle opere di Lucatello prendono forme diverse in ciascuno dei suoi diversi ‘periodi’. Tante sollecitazioni e, per noi, altrettante domande. Muovendo da una realtà complessa, piena e dirompente, man mano Lucatello si concentra sull'essenziale e di quella realtà ci consegna il concetto, il pensiero, la sintesi, in un'operazione di sottrazione che, con la forza e il rigore del tono su tono, del nero su nero, del bianco su bianco, arriva a togliere tutto ciò che è superﬂuo e banale. 
Una realtà che ci porta a una dimensione di quel tempo, indeterminato e universale, che non è solo inesorabile scorrimento, ma è essenza di ciò che è stato e possibilità di ciò che sarà; perché c'è sempre un'alternativa, un'altra possibilità. Capita, tuttavia, che il possibile cammino che ci unisce al mondo venga intralciato dalle strutture e dalle sovrastrutture sociali che, invece di liberarci, ci intrappolano in un'esistenza senza progetto. Ecco allora altri segni di Lucatello, come i neri, gli Ostacoli, o alcuni volti che chiedono di riprendere quel cammino, andando oltre e superando tutto ciò che si frappone tra noi e la vita.
Con la sua arte Lucatello ha testimoniato una concezione laica della vita, sempre in ascolto di tutte le forze che ci muovono: «Qui c'è un senso mistico, un'attesa forse inconsciamente religiosa, che di continuo cerca il confronto con la materia e, nel confronto e nell'urto, le infonde un'anima poetica, un indubbio significato spirituale».

## Principali esposizioni
- Venezia (1956): XXVIII Esposizione Biennale Internazionale d’Arte, Premio Tursi
- New York (1957): “Modern Italian Painters”, World House Gallery
- Pasadena (7 ottobre – 16 novembre 1958): “The new Renaissance in Italy”, Pasadena Art Museum, catalogo (Leavitt Thomas)
- Varsavia (1958): “50 anni di pittura veneziana”
- Los Angeles (settembre 1958): mostra collettiva, Directional Galleries
- Los Angeles (25 agosto – 20 settembre 1958): mostra personale, Esther Robles Gallery
- Roma (1959): "VIII Quadriennale"
- Madrid (1959): Mostra di 8 artisti, Museo del Prado, catalogo (Silvio Branzi)
- Los Angeles (12 settembre – 1º ottobre 1960): Esther Robles Gallery, catalogo (Bruno Rosada)
- Houston (13 ottobre – 13 novembre 1960), mostra collettiva
- “ New Europeans Artists” Contemporary Arts Museum , The Museum of Fine Arts, catalogo
- Los Angeles (febbraio – marzo 1961): “Italian Centennial Exhibition”, University of Southern California, catalogo
- Palos Verde, California (maggio 1961): mostra collettiva alla “Art Association", catalogo
- Beirut (1961): “Peintures et sculptures italiennes contemporains”, Galerie Alec Saab, catalogo (Dessy Nicola)
- Zagabria (1962): “40 pittori veneziani”, Galleria d'Arte Contemporanea, catalogo;
- Parigi (16 maggio – 9 giugno 1962): “Peinture Venitienne d'Aujourd'hui”, Galerie Pierre Domec, catalogo
- Germania (1969): “Acht Venezianer Maler in Deutschland”, mostra itinerante negli Istituti Italiani di Cultura in Germania, catalogo (Silvio Branzi)
- Lignano Sabbiadoro, (1971): Casinò Kursaal, catalogo
- Venezia (1976): “Albino Lucatello”, Palazzo delle Prigioni Vecchie, Circolo Artistico, catalogo
- Udine (1978): “Lucatello”, Centro Friulano Arti Plastiche, catalogo
- Passariano di Codroipo (1979): “Lucatello", Galleria Falaschi, manifesto-catalogo
- Venezia (1983): “Albino Lucatello”, Galleria “Il Traghetto", catalogo
- Venezia (1986): “Lucatello: retrospettiva”, Comune di Venezia, Fondazione Bevilacqua La Masa, catalogo[24] (biografia di Giselda Lucatello), saggio critico di Bruno Rosada[25], scritto di Renzo Viezzi[26]
- Udine (1988): “Lucatello - 20 anni di pittura (1964-1984)", Provincia di Udine, Comune di Udine, Galleria d'Arte Moderna, Centro Friulano Arti Plastiche, Galleria d'Arte Moderna, catalogo (saggio critico Franco Solmi)
- Udine (1988): “Attraverso il disegno (1952-1988)", Centro Friulano Arti Plastiche, Galleria del Centro, catalogo (saggio critico Franco Solmi, biografia Giselda Lucatello)
- Pordenone (1996): “Lucatello. Tra il Tagliamento e i Musi”, Comune di Pordenone, Provincia di Pordenone, Provincia di Udine, Ascom, Società Operaia, catalogo Arti Grafiche (saggio critico di Giancarlo Pauletto)
- Tarcento, (2004): “Lucatello pittore del '900”, Villa Moretti con appendice grafica a Udine presso la Galleria d'Arte Moderna
- Tarcento, (2014): “Lucatello. Pensiero/Pittura”, in occasione del trentennale dalla morte, Biblioteca civica del Comune di Tarcento e CICT, Palazzo Frangipane.

## Opere

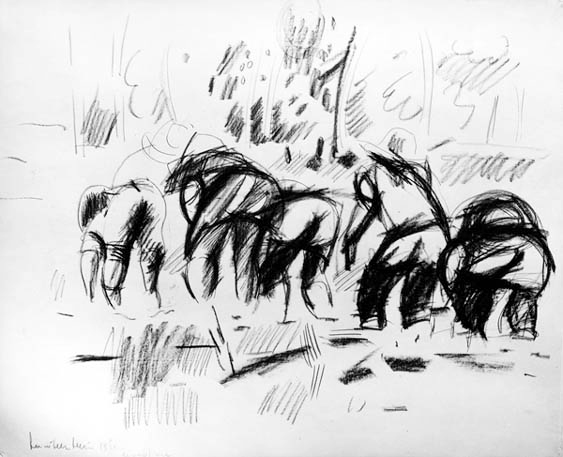
Mondine al lavoro, 1951, carboncino su carta, 61,50x71,50 cm.
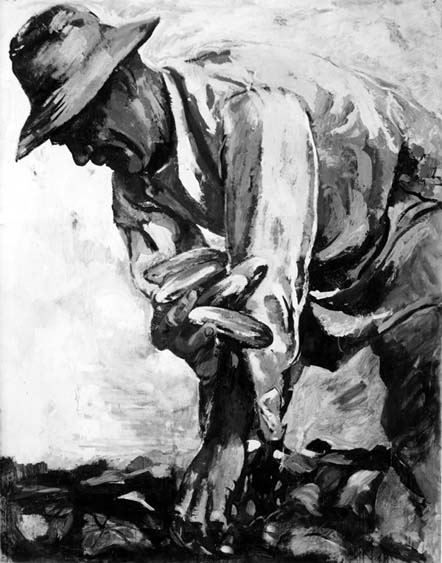
Ortolano al lavoro, 1951, olio su compensato, 98x98 cm.
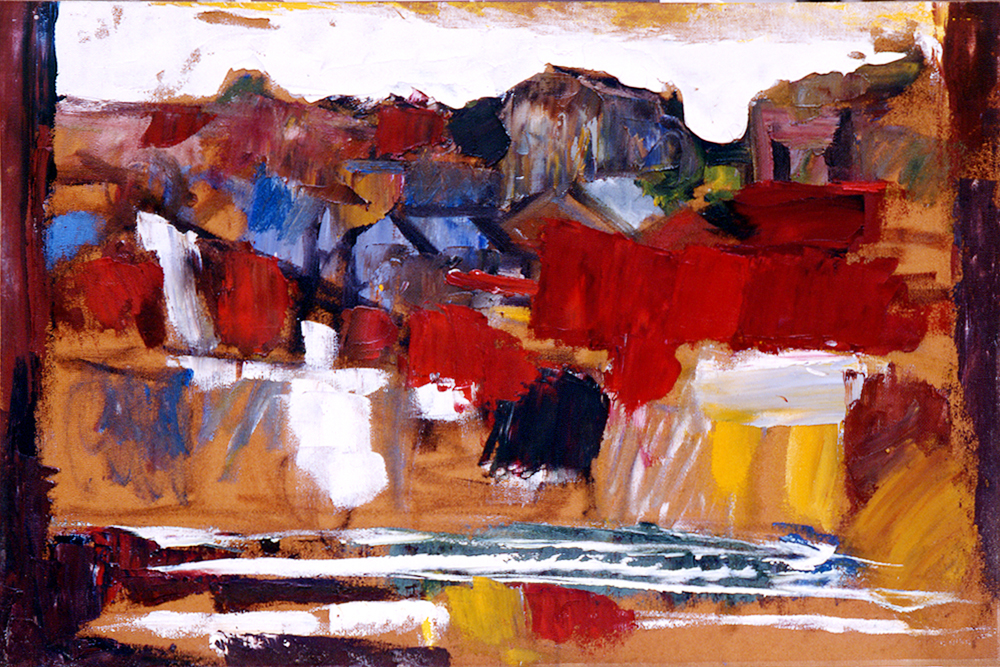
Tetti di Venezia, 1954, olio su faesite, 70x105 cm.
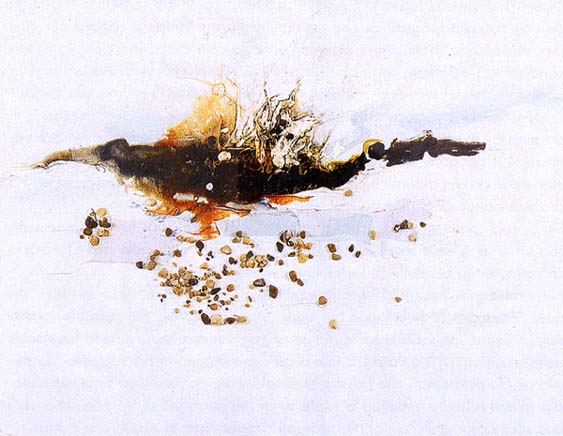
Alba sul Tagliamento, 1964, olio su tela, 67x80 cm.
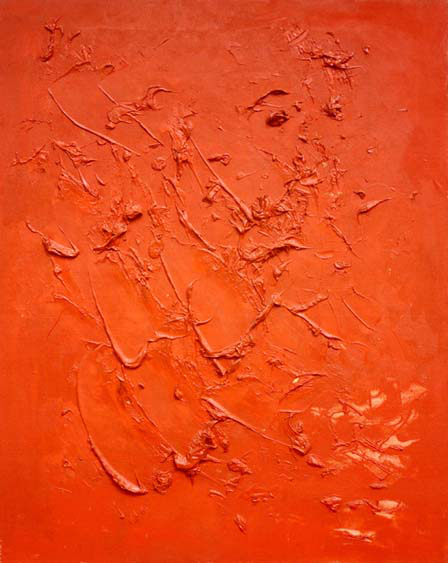
Tramonto, 1970, olio su tela, 100x80 cm.
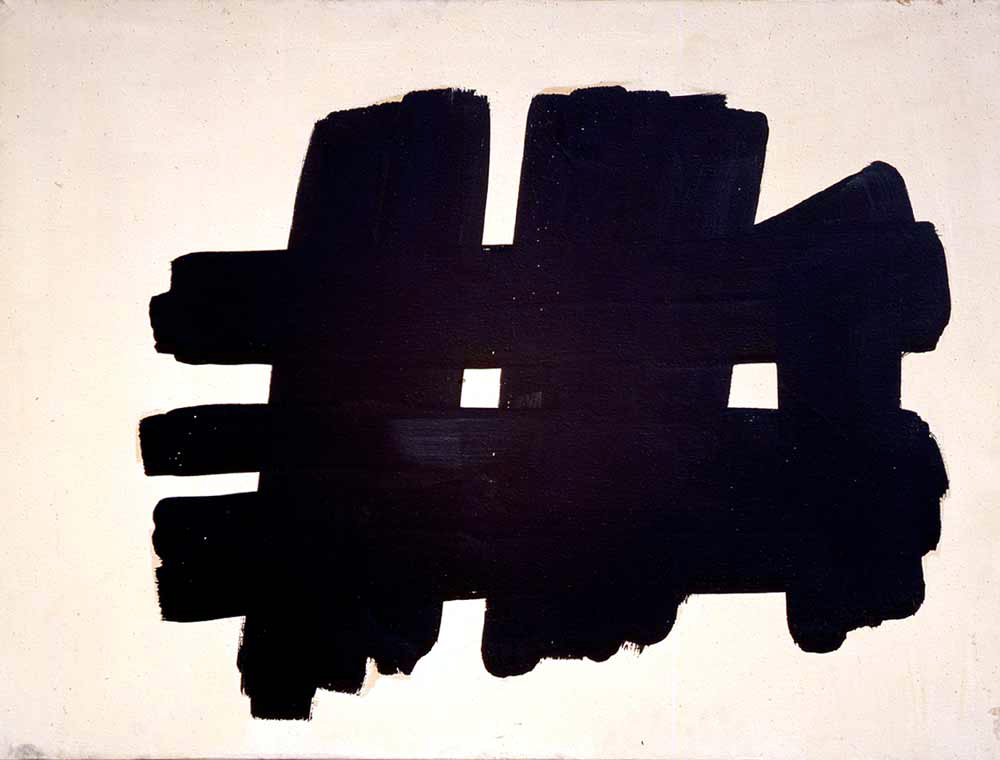
Ostacoli, 1975, olio su tela, 120x150 cm.
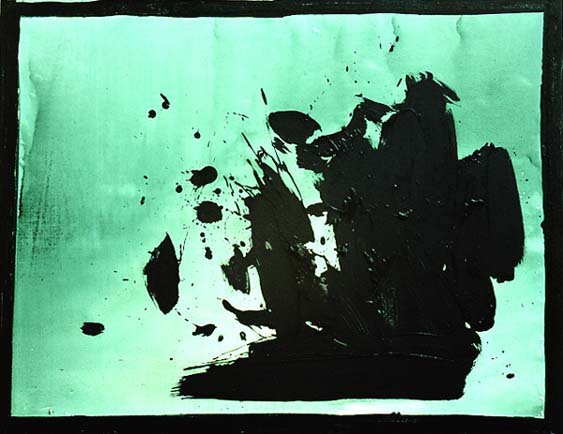
Gelsi, 1979, olio su tela, 70x90 cm.
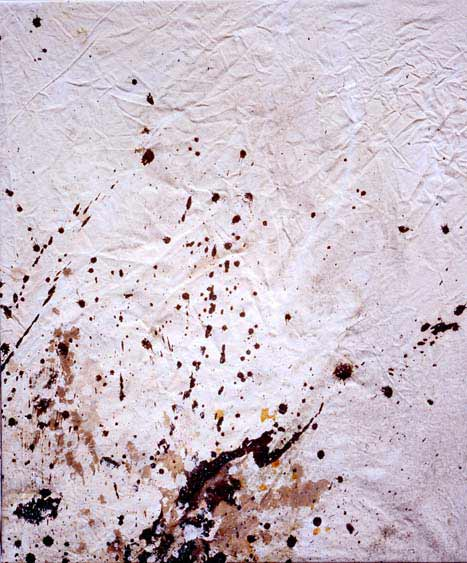
Musi, 1983, olio su tela, 60x50 cm.